# Rob Halford
Robert John Arthur Halford (sinh ngày 25 tháng 8 năm 1951) là một ca sĩ và nhạc sĩ sáng tác bài hát người Anh. Ông nổi danh nhất với vai trò ca sĩ chính của Judas Priest - nhóm nhạc được thành lập vào năm 1969 và gặt hái một số giải thưởng như giải Grammy cho Trình diễn metal xuất sắc nhất. Ông gây chú ý nhờ lối hát nội lực và hơi hướng opera với âm vực rộng, cùng hình ảnh đồ da-gắn-đinh, tất cả đều trở nên trứ danh trong heavy metal. Ông còn tham gia một số dự án bên lề như Fight, Two và Halford.
Halford thường được xem là một trong những nam giọng ca chính và ca sĩ xuất sắc nhất mọi thời đại. AllMusic nhận xét Halford, "Có rất ít giọng ca trong lịch sử heavy metal sở hữu lối hát giàu ảnh hưởng và dễ nhận diện ngay tức thì như vậy... có thể chuyển đổi trơn tru giữa giọng growl khàn đặc và giọng falsetto gây chói tai." Ông được độc giả của Planet Rock xếp ở vị trí số 33 trong danh sách những giọng ca hay nhất trong nhạc rock vào năm 2009. Ông còn được người hâm mộ dành tặng biệt hiệu "Metal God". Ông được ghi danh vào Đại sảnh Danh vọng Rock and Roll với tư cách thành viên của Judas Priest vào năm 2022, thông qua giải cho Thành tựu âm nhạc xuất sắc.

## Sự nghiệp

### Những năm đầu đời
Robert John Arthur Halford sinh ra vào ngày 25 tháng 8 năm 1951 ở Sutton Coldfield. Ông lớn lên ở vùng Walsall gần đó - ông được nuôi dạy tại khu nhà Beechdale - cũng là quê nhà của Noddy Holder.

### Judas Priest

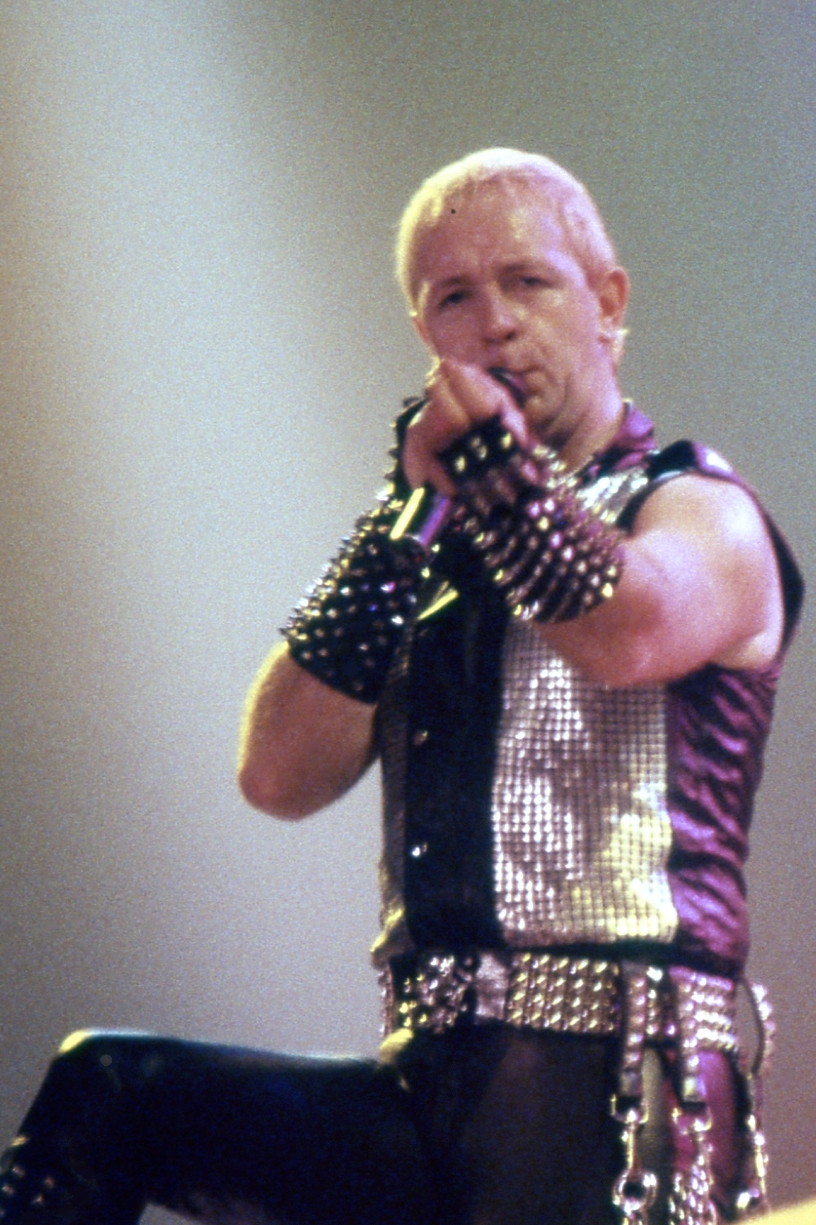
Halford vào năm 1984

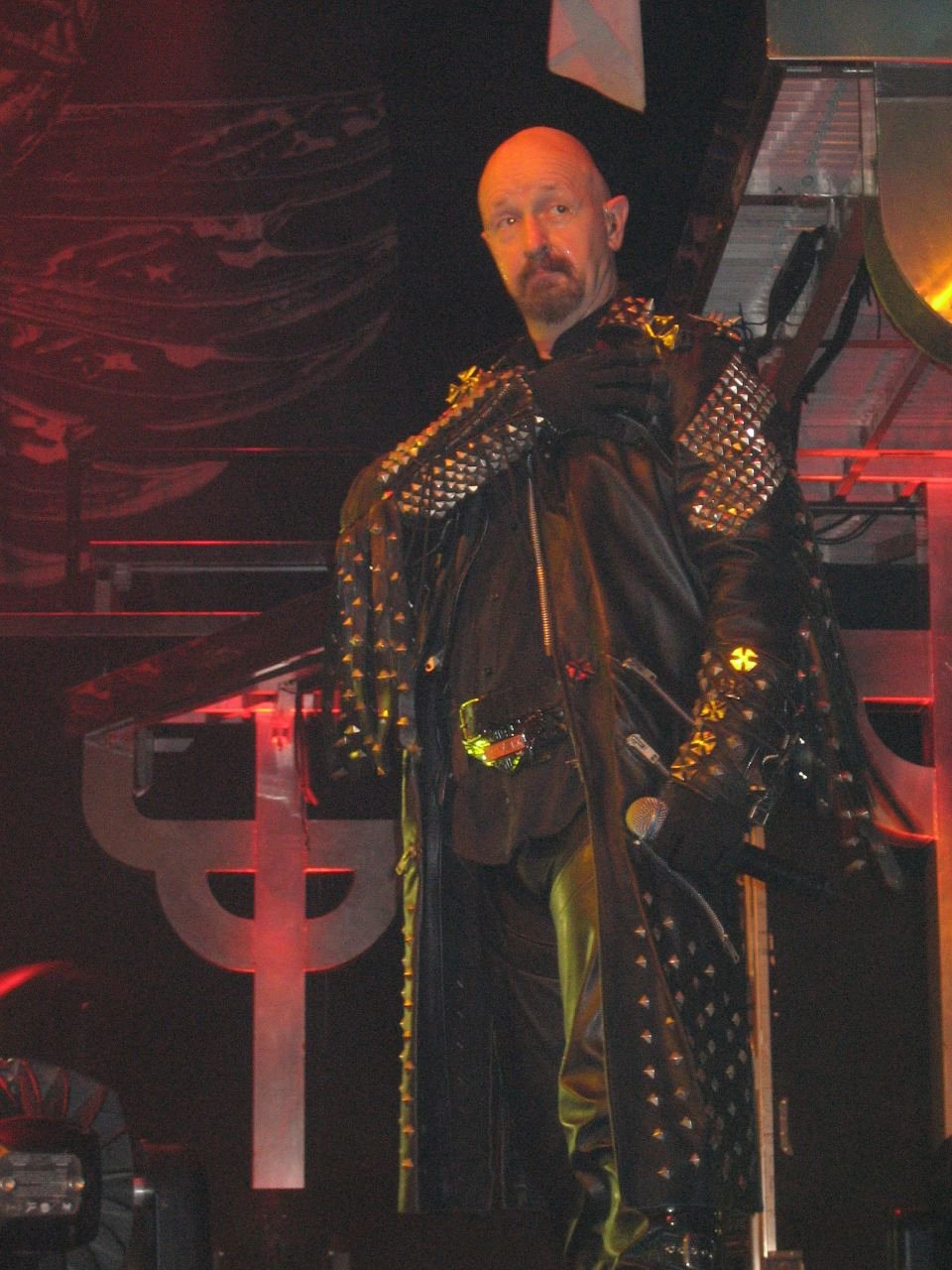
Halford biểu diễn cùng Judas Priest vào năm 2005

Halford được người chị gái Sue giới thiệu cho tay bass và người đồng sáng lập Judas Priest là Ian Hill, do lúc ấy Sue và Hill đang hẹn hò. Halford (bấy giờ làm quản lý một cửa hiệu quần áo nam giới) gia nhập ban nhạc và làm ca sĩ, mang theo cả tay trống John Hinch từ ban nhạc cũ Hiroshima của anh. Halford và Hinch thể hiện show đầu tiên với Judas Priest vào tháng 5 năm 1973 tại Townhouse ở Wellington. Show được thu hình và một phần của chương trình được đưa vào sản phẩm tuyển tập Downer-Rock Asylum (2009) trên hãng đĩa Audio Archives.
Năm 1974, ông lần đầu thu âm trong album đầu tiên Rocka Rolla của ban nhạc. Ông tiếp tục hát chính ở Judas Priest suốt hai thập niên 1970 và 1980. Năm 1990, Halford xuất hiện với toàn bộ hình xăm mới, gồm cây thánh giá Judas Priest bị uốn nằm ở tay phải, cũng như một số ít hình xăm ở vai. Ông còn bắt đầu tự cạo trọc đầu.
Ngày cuối của tour quảng bá Painkiller vào tháng 8 năm 1991 tại show ở Toronto, Halford cưỡi chiếc xe mô-tô lớn Harley-Davidson phóng lên sân khấu, diện đồ của dân đi mô tô. Bộ nâng sân khấu gặp trục trặc và ông va phải dàn trống đang nâng lên một nửa, nên ngã khỏi xe và vỡ mũi. Ông bất tỉnh trong thời gian ngắn trong lúc mà ban nhạc đang trình bày bài hát đầu tiên. Sau khi lấy lại nhận thức, Halford trở lại và hoàn thành show. Halford đã muốn theo đuổi dự án solo và nhận được lời chúc phúc từ các đồng đội trong ban nhạc. Một giám đốc hãng thu âm nhắc Halford rằng về mặt kĩ thuật ông phải 'từ chức' khỏi Judas Priest để đạt được mục tiêu, và ông viết phát ngôn có nhắc đến sự quan tâm đến một dự án solo. Bức thư bị lộ và bị biến tướng thành ghi ông bỏ ban nhạc. Do cá nhân bị thử thách trước xung đột, ông không thể nêu rõ chuyện đã xảy ra và hơn mười sau thì ông tái liên hệ rồi tái gia nhập ban nhạc.

### Fight
Ngày sau khi Halford rời đi, ông lập ban nhạc Fight với tay trống Scott Travis của Judas Priest, tay bass Jack "Jay Jay" Brown cùng hay cây guitar Brian Tilse và Russ Parrish. Album đầu tiên War of Words được phát hành vào năm 1993, kế đến là sản phẩm EP nửa thu trực tiếp, nửa remix là Mutations vào năm 1994. Một tour được khởi động để quảng bá album vào năm 1994. Album thứ hai A Small Deadly Space được phát hành vào năm 1995, với tour vận động cho album ấy cùng diễn ra. Trong khi War of Words là đĩa nhạc metal thuần túy, A Small Deadly Space lại mang âm thanh gần với grunge hơn, làm tác phẩm trở nên kém hấp dẫn hơn trong mắt người hâm mộ trước đó đã kết War of Words. Khi chuẩn bị làm album thứ ba, họ tan rã, qua đó chấm dứt vụ kinh doanh với hãng đĩa Epic Records. Một dịp tái hợp ngắn với một nửa thành viên sáng lập tham dự được tổ chức vào ngày 20 tháng 12 năm 1997 với một tiết mục duy nhất, trước khi tan rã lần nữa. Ở buổi phỏng vấn vào năm 2015, Halford dự tính tái lập Fight.

### 2wo
Năm 1997, Halford hợp tác với nghệ sĩ guitar John Lowery để lập ban nhạc chịu ảnh hưởng của industrial có tên 2wo. Họ phát hành album duy nhất Voyeurs vào năm 1998, tác phẩm do Trent Reznor sản xuất và phát hành trên hãng đĩa Nothing Records của chính anh.

### Halford
Năm 1999, Halford trở lại với nguồn gốc nhạc metal và lập một ban nhạc solo. Album Resurrection được phát hành năm 2000 và nhận được lời khen từ giới phê bình. Ban nhạc đã khởi động một tour với Iron Maiden và Queensrÿche để quảng bá album. Một album nhạc sống có nhan đề Live Insurrrection được phát hành vào năm 2001. Kế đến là album thứ hai Crucible ra mắt năm 2002. Năm 2010, Halford phát hành đĩa DVD nhạc sống có nhan đề Live in Anaheim và album phòng thu thứ tư Halford IV: Made of Metal.

### Tái hợp với Judas Priest

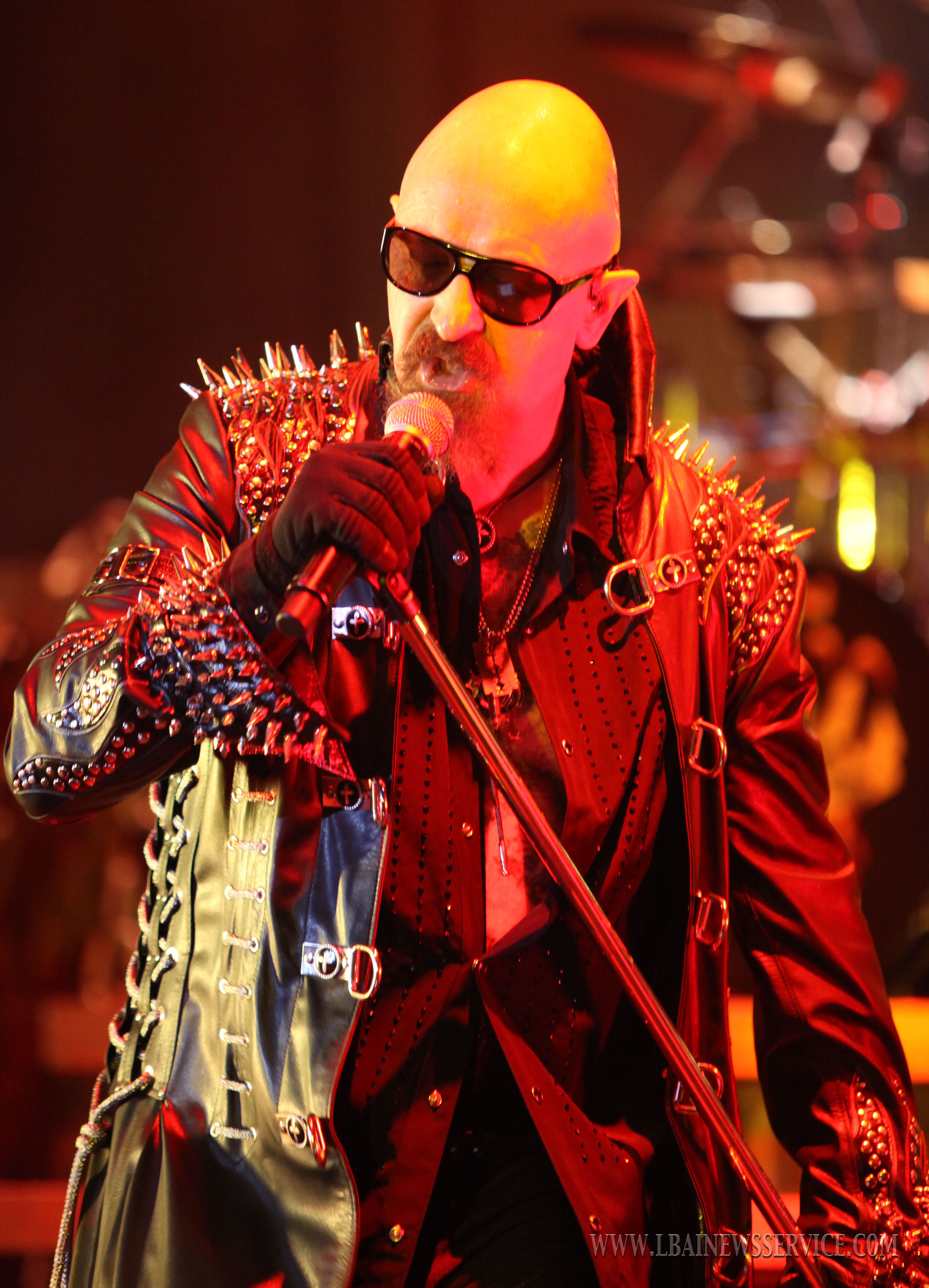
Halford biểu diễn năm 2014

Khả năng Halford tái hợp với Judas Priest đã được đồn đoán từ nhiều năm trước khi mà anh không còn góp mặt trong đội hình, ít nhất kể từ khi ra mắt album Resurrection - một vài nhà phê bình còn cho rằng album đó nghe giống Judas Priest hơn cả chính album gần nhất của họ lúc ấy là Jugulator (1997). Halford lúc đầu loại trừ khả năng đó, song sau tái cân nhắc bằng phát biểu vào năm 2002: "Bản năng mách bảo tôi rằng vào lúc nào đó chuyện này [tái hợp] sẽ xảy ra".
Tháng 7 năm 2003, Halford trở lại Judas Priest và khởi động một tour vào năm 2004 để ăn mừng lần tái ngộ này. Ban nhạc phát hành đĩa Angel of Retribution vào năm 2005. Nhóm còn tổ chức tour toàn thế giới và đánh dấu 30 năm thành lập. Năm 2008, Nostradamus được phát hành.
Năm 2011, Judas Priest khởi động tour diễn toàn cầu được xem là lần cuối họ hoạt động dưới danh nghĩa tập thể, có tên gọi "Epitaph" tour. Sau khi thông báo tour này, Halford cho biết ông sẽ tiếp tục hoạt động với ban nhạc solo. Mặc cho đã thông báo "tour cuối cùng" vào năm 2011, Halford và Judas Priest (trừ K. K. Downing đã rời nhóm trước Epitaph tour) thu âm thêm album nữa là Redeemer of Souls, được phát hành vào năm 2014, kế đến là một tour hòa nhạc quảng bá album. Năm 2017, Judas Priest bắt đầu làm thêm album phòng thu nữa với Halford. Album Firepower được phát hành vào ngày 9 tháng 3 năm 2018.

### Trình diễn trực tiếp

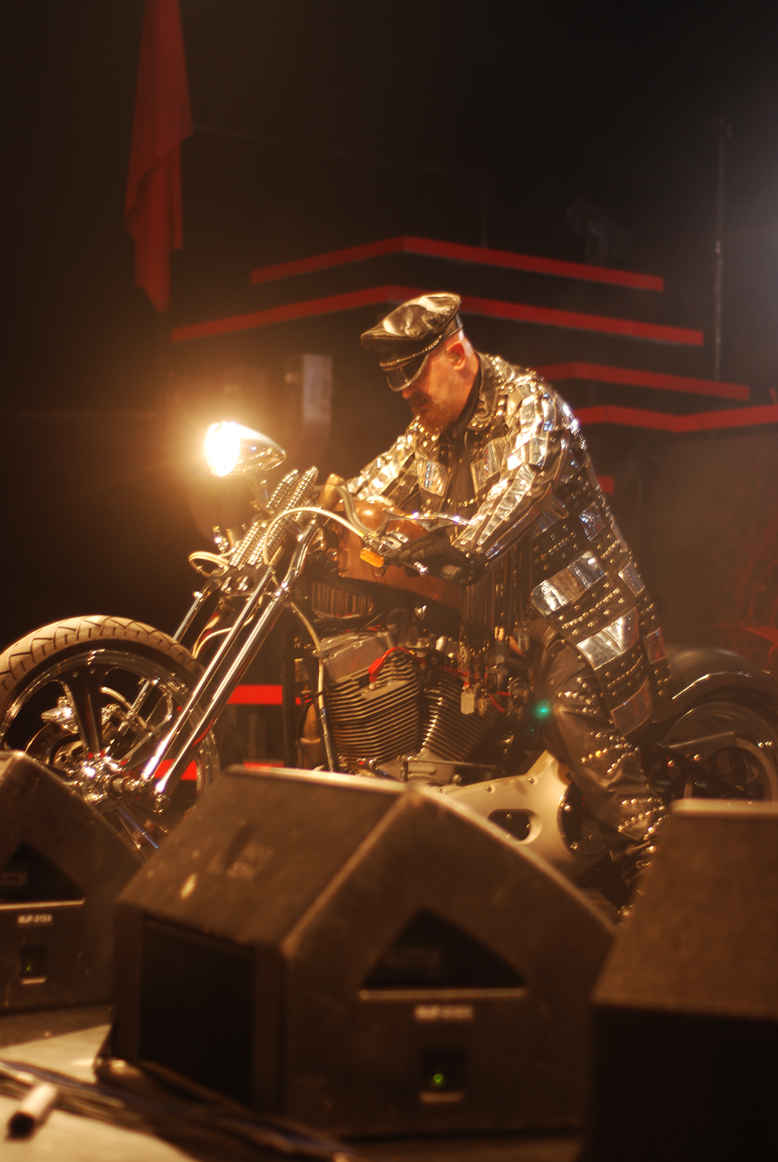
Halford thường cưỡi chiếc xe mô tô lên sân khấu.

Halford đảm nhận vị trí giọng ca cho Black Sabbath trong ba show. Ông thay thế Ronnie James Dio trong hai đêm diễn vào tháng 11 năm 1992, khi Dio chọn không diễn mở màn show cho Ozzy Osbourne. Halford cũng khỏa lấp vị trí của Osbourne ở Black Sabbath vào ngày 26 tháng 8 năm 2004 (một ngày trước dịp sinh nhật tuổi 53 của Halford) tại show của Ozzfest ở Camden, New Jersey, do Osbourne không thể biểu diễn vì bị viêm phê quản.
Halford lên sân khấu diễn cùng Sum 41 vào năm 2001 ở buổi hòa nhạc truyền hình kỷ niệm 20 năm thành lập MTV với tay trống Tommy Lee; họ trình bày bài "You've Got Another Thing Comin'" để kết thúc phần medley. Halford lên sân khấu diễn cùng Metallica ba lần khi họ thể hiện ca khúc "Rapid Fire": năm 1994 vào ngày cuối của Shit Hits the Sheds Tour, năm 2011 tại The Fillmore nhân dịp kỷ 30 năm thành lập ban nhạc và vào năm 2013 tại lễ trao giải thường niên Revolver Golden Gods lần thứ năm ở Los Angeles. Halford lên sân khấu cùng Pantera hai lần. Tiết mục đầu tiên vào năm 1992 khi ông hát các bài "Metal Gods" và "Grinder", và một lần nữa vào năm 1997 khi ông hát bài "Grinder".
Halford lên sân khấu cùng ban nhạc queercore Pansy Division vào tháng 7 năm 1997 để thể hiện ca khúc "Breaking the Law". Halford lên sân khấu cùng Babymetal vào ngày 18 tháng 7 năm 2016 tại lễ trao giải Alternative Press Music Awards ở Cleveland và thể hiện bản medley của "Painkiller" và "Breaking the Law".

### Hoạt động khác
Halford xuất hiện trong bộ phim điện ảnh Spun (2002), trong phim ông thủ vai trợ lý bán hàng tại một cửa hàng sex. Năm 2006, Halford chia tay Sanctuary Records và lập công ty Metal God Entertainment để sản xuất và cấp phép cho bất kỳ sản phẩm nào trong tương lai. Tất cả sản phẩm của Fight và Halford được phát hành dưới định dạng tái hậu kỳ, gồm các đĩa DVD từ cả hai ban nhạc. Halford cung cấp giọng voice-over cho các nhân vật Tướng Lionwhyte và thủ lĩnh của Fire Barons trong trò chơi video Brütal Legend (2009). Ngoại hình và tính cách của Baron dựa trên Halford.
Halford phát triển dòng quần áo Metal God Apparel với dự kiến phát triển doanh số bán lẻ qua năm 2010. Cùng năm đó, Halford có vai khách mời ngắn cho quảng cáo của Virgin Mobile, ông vào vai một linh mục. Năm 2019, Halford thực hiện một cuốn tự truyện. Cuốn tự truyện có nhan đề Confess, lúc đầu dự kiến xuất bản vào tháng 10 năm 2020, song sửa ngày ra mắt chính thức là 29 tháng 9 năm 2020 thông qua Hachette Books. Tháng 8 năm 2020, Halford đính chính rằng ông đã hoàn thành bản sách nói của ấn phẩm, và sẽ mang sách bày bán cùng lúc với bản sách vật lý. Halford từng tự hóa thân chính mình khi đại diện cho lương tâm của nhân vật Kevin trong bộ phim truyền hình chính-hài kịch Metal Lords (2022).

## Đời tư

### Sở thích
Halford đã phân chia thời gian trú tại tư gia ở Hoa Kỳ lẫn tư gia ở thị trấn quê hương Walsall. Halford sở hữu một chiếc xe Aston Martin DBS, một Chevrolet Corvette và một Mercury Cougar ở thập niên 1970. Đến năm 38 tuổi ông mới lấy được bằng lái. Năm 2010, ông cho biết chiếc xe chính của mình là Cadillac DTS đời 2006. Tháng 5 năm 2021, Halford được Thống đốc Andy Beshear phong tặng danh hiệu Kentucky Colonel.

### Xu hướng tình dục
Halford đã công khai mình là gay. Năm 1998, ông công khai mình đồng tính trên MTV. Ông rớt nước mắt chia sẻ: "Đây là khoảnh khắc kỳ diệu khi bạn bước khỏi tủ quần áo. Giờ đây tôi đã làm được và giải phóng bản thân mình. Cảm giác của tôi thật tuyệt vời khi cuối cùng đã buông bỏ được và đưa ra thông báo này—đặc biệt với The Advocate, vì tạp chí này đã an ủi tôi rất nhiều trong những năm qua. Thật sự đây là ngày tuyệt vời đối với tôi." Sau đó Halford giải thích rằng ông không có chuẩn bị kế hoạch hay mục đích gì khi đến làm buổi phỏng vấn với MTV. Ông chủ yếu nói và quảng bá album Voyeurs mà mình làm với nghệ sĩ guitar John 5, khi được nhà sản xuất chương trình hỏi thì ông tiết lộ xu hướng tính dục của mình. Ông xem đây là "một bước tiến lớn."
Lúc mà Halford tiết lộ xu hướng tính dục của mình, ông lo ngại vì thế mà mình sẽ đánh mất người hâm mộ. Ông giải thích mình chẳng thể trở lại một số nơi nhất định trên thế giới vì sợ bị ném đá. Ông miêu tả thập niên 1970 và 1980 là "cực kỳ khó khăn", nhưng chẳng hề câu nệ về phong cách âm nhạc. Halford bông đùa rằng chẳng thể thay thế ông bằng một ông trai thẳng, nhắc đến cố giọng ca của Queen là Freddie Mercury: "nếu Freddie mà không phải là gay, thì Queen đã là một ban nhạc hoàn toàn khác rồi. Nhưng đấy là phần thật sự quan trọng trong đời tôi, mà lúc nào đó tôi phải viết ra giấy mới được."

## Lối hát và ảnh hưởng

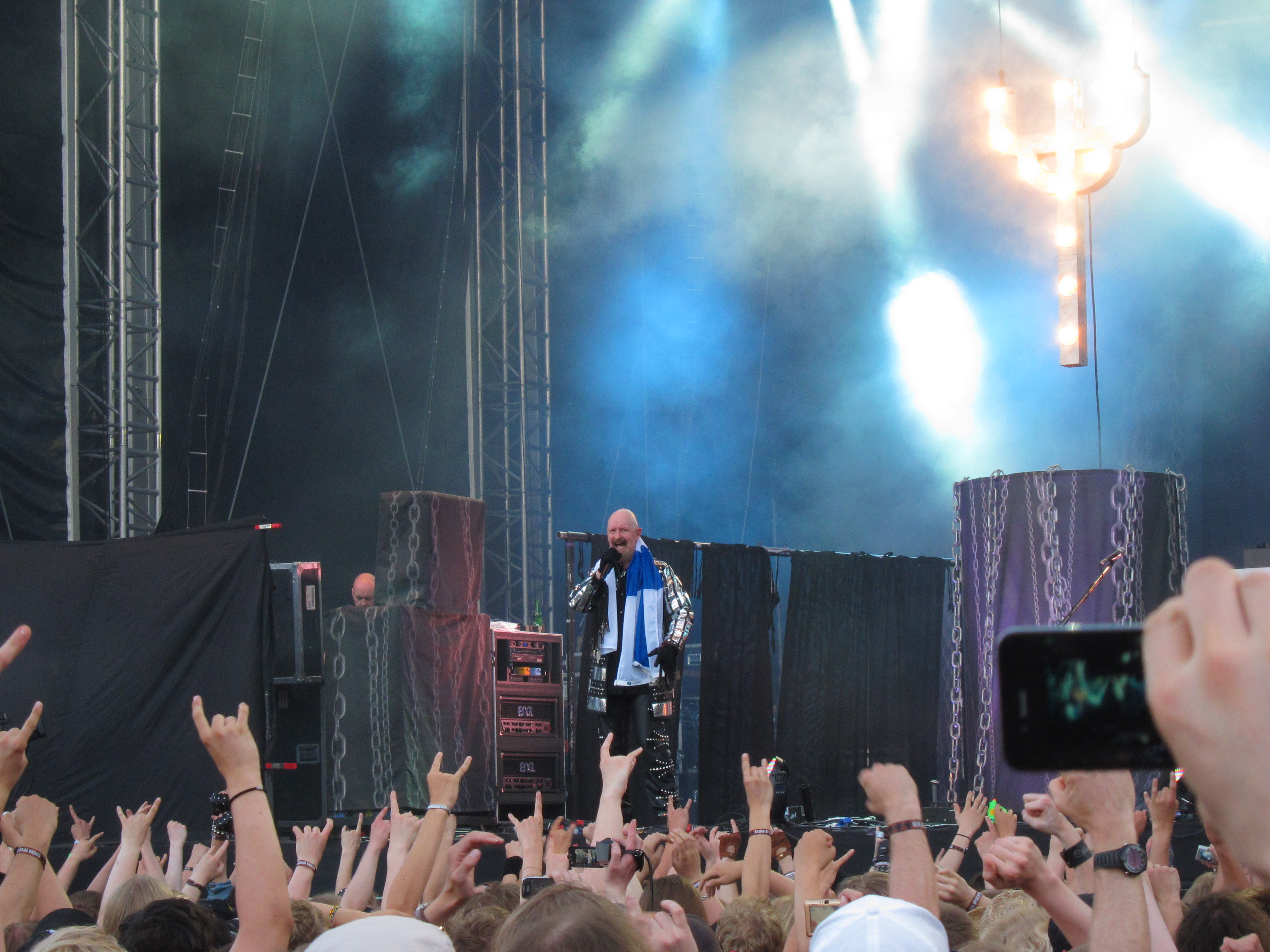
Halford biểu diễn tại nhạc hội Sauna Open Air vào năm 2011, trong Epitaph World Tour của Judas Priest

Halford sở hữu chất giọng nội lực với âm vực rộng, nổi bật là những tiếng hét cao độ cao và vibrato mạnh mẽ. Cùng với Ronnie James Dio và Bruce Dickinson, Halford nằm trong số những người tiên phong trong lối hát hơi hướng opera (về sau được các giọng ca power metal áp dụng) và thường xuyên có mặt ở gần tốp đầu danh sách những giọng ca nam và ca sĩ xuất sắc nhất mọi thời đại. Năm 2009, độc giả của Planet Rock bình chọn ông ở vị trí số 33 trong danh sách những giọng ca hay nhất trong nhạc rock. Năm 2023, Rolling Stone xếp Halford ở vị trí số 129 trong danh sách 200 ca sĩ vĩ đại nhất mọi thời đại. Người hâm mộ đã đặc biệt dành tặng ông biệt hiệu "Metal God". Ngoài ra ông được xem là biểu tượng gay đầu tiên của nhạc heavy metal.
Halford tự miêu tả mình là "người hâm mộ lớn của Queen" kể từ khi họ thành lập và ông đi xem những show đầu tiên của họ. Ông ví Freddie Mercury (cố ca sĩ chính của Queen) là "thần tượng đỉnh cao" trong lòng mình và bày tỏ sự hối tiếc vì chưa bao giờ quen biết Freddie.
Trong vai trò hát, Halford chịu ảnh hưởng của Little Richard, Elvis Presley, Janis Joplin và Robert Plant. Về mặt âm nhạc, ông cũng chịu ảnh hưởng từ Jimi Hendrix, the Beatles, Cream, David Bowie, King Crimson, the Rolling Stones, John Mayall và Alice Cooper.

## Danh sách đĩa nhạc

### Judas Priest
- Rocka Rolla (1974)
- Sad Wings of Destiny (1976)
- Sin After Sin (1977)
- Stained Class (1978)
- Killing Machine (1978)
- Unleashed in the East (1979)
- British Steel (1980)
- Point of Entry (1981)
- Screaming for Vengeance (1982)
- Defenders of the Faith (1984)
- Turbo (1986)
- Priest...Live! (1987)
- Ram It Down (1988)
- Painkiller (1990)
- Angel of Retribution (2005)
- Nostradamus (2008)
- A Touch of Evil: Live (2009)
- Redeemer of Souls (2014)
- Battle Cry (2016)
- Firepower (2018)
- Invincible Shield (2024)

### Fight
- K5 – The War of Words Demos (1992) (phát hành năm 2007)
- War of Words (1993)
- Mutations (1994)
- A Small Deadly Space (1995)

### 2wo
- Voyeurs (1998)

### Halford
- Resurrection (2000)
- Live Insurrection (2001)
- Crucible (2002)
- Metal God Essentials, Vol. 1 (2007)
- Live in Anaheim (2010)
- Halford III: Winter Songs (2009)
- Halford IV: Made of Metal (2010)

Sản phẩm khác
- The Complete Albums Collection (2017)[64]

### Rob Halford với bạn bè và gia đình
- Celestial (2019)[65]